# Лінаканенг
Лінаканенг (англ. Linakaneng) — одна з місцевих громад, що розташована в районі Мокотлонг, Лесото. Населення місцевої громади у 2006 році становило 4 452 особи.